# Eisschnelllauf-Mehrkampfeuropameisterschaft 2008
Die 104. Mehrkampfeuropameisterschaft 2008 (33. Der Frauen) wurde vom 12. bis 13. Januar 2008 im russischen Kolomna (Kometa) ausgetragen.

## Teilnehmende Nationen
- 58 Sportler aus 19 Nationen nahmen am Mehrkampf teil.

| Teilnehmende Nationen              | Teilnehmende Nationen                   | Teilnehmende Nationen              | Teilnehmende Nationen               | Teilnehmende Nationen     |
| ---------------------------------- | --------------------------------------- | ---------------------------------- | ----------------------------------- | ------------------------- |
| Österreich Belgien Belarus Schweiz | Tschechien Dänemark Deutschland Spanien | Finnland Frankreich Ungarn Italien | Niederlande Norwegen Polen Rumänien | Russland Schweden Ukraine |

## Wettbewerbe

### Frauen

#### Endstand Kleiner Vierkampf
- Zeigt die zwölf erfolgreichsten Sportlerinnen der Mehrkampf-EM (Finalteilnahme über 5000 Meter)

| Rang | Name                   | 500 Meter  | Pkt.  | 3000 Meter   | Pkt.  | 1500 Meter   | Pkt.  | 5000 Meter   | Pkt.  | Gesamt- punkte |
| ---- | ---------------------- | ---------- | ----- | ------------ | ----- | ------------ | ----- | ------------ | ----- | -------------- |
| 1    | Ireen Wüst             | 39,43 (4)  | 39,43 | 4:02,14 (2)  | 40,35 | 1:56,88 (1)  | 38,96 | 6:57,87 (2)  | 41,78 | 160,533 (CR)   |
| 2    | Paulien van Deutekom   | 39,40 (3)  | 39,40 | 4:03,40 (3)  | 40,56 | 1:57,07 (2)  | 39,02 | 7:02,40 (3)  | 42,24 | 161,229        |
| 3    | Martina Sáblíková      | 40,58 (11) | 40,58 | 4:01,67 (1)  | 40,27 | 1:58,48 (6)  | 39,49 | 6:53,42 (1)  | 41,34 | 161,693        |
| 4    | Claudia Pechstein      | 39,52 (5)  | 39,52 | 4:04,66 (4)  | 40,77 | 1:57,28 (4)  | 39,09 | 7:05,84 (4)  | 42,58 | 161,973        |
| 5    | Daniela Anschütz-Thoms | 39,79 (7)  | 39,79 | 4:04,71 (5)  | 40,78 | 1:57,91 (5)  | 39,30 | 7:09,68 (5)  | 42,96 | 162,846        |
| 6    | Marrit Leenstra        | 39,26 (2)  | 39,26 | 4:08,34 (7)  | 41,39 | 1:57,24 (3)  | 39,08 | 7:16,55 (7)  | 43,65 | 163,385        |
| 7    | Renate Groenewold      | 40,78 (12) | 40,78 | 4:05,14 (6)  | 40,85 | 2:00,27 (10) | 40,09 | 7:12,60 (6)  | 43,26 | 164,986        |
| 8    | Katarzyna Wójcicka     | 40,13 (8)  | 40,13 | 4:09,50 (8)  | 41,58 | 1:59,83 (7)  | 39,94 | 7:25,37 (9)  | 44,53 | 166,193        |
| 9    | Katrin Mattscherodt    | 41,28 (17) | 41,28 | 4:10,19 (9)  | 41,69 | 2:00,00 (8)  | 40,00 | 7:17,53 (8)  | 43,75 | 166,731        |
| 10   | Jekaterina Lobyschewa  | 39,24 (1)  | 39,24 | 4:13,18 (13) | 42,19 | 2:00,59 (11) | 40,19 | 7:36,04 (11) | 45,60 | 167,236        |
| 11   | Lucille Opitz          | 40,85 (14) | 40,85 | 4:12,26 (11) | 42,04 | 2:01,54 (13) | 40,51 | 7:25,87 (10) | 44,58 | 167,993        |
| 12   | Galina Lichatschowa    | 40,17 (9)  | 40,17 | 4:15,39 (15) | 42,56 | 2:00,15 (9)  | 40,05 | 7:37,24 (12) | 45,72 | 168,509        |

#### 500 Meter
| Platz | Name                   | Land        | Zeit  | Punkte |
| ----- | ---------------------- | ----------- | ----- | ------ |
| 1     | Jekaterina Lobyschewa  | Russland    | 39,24 | 39,24  |
| 2     | Marrit Leenstra        | Niederlande | 39,26 | 39,26  |
| 3     | Paulien van Deutekom   | Niederlande | 39,40 | 39,40  |
| 4     | Ireen Wüst             | Niederlande | 39,43 | 39,43  |
| 5     | Claudia Pechstein      | Deutschland | 39,52 | 39,52  |
| 6     | Jekaterina Abramowa    | Russland    | 39,73 | 39,73  |
| 7     | Daniela Anschütz-Thoms | Deutschland | 39,79 | 39,79  |
| 8     | Katarzyna Wójcicka     | Polen       | 40,13 | 40,13  |
| 9     | Galina Lichatschowa    | Russland    | 40,17 | 40,17  |
| 10    | Natalia Czerwonka      | Polen       | 40,57 | 40,57  |
|       |                        |             |       |        |
| 14    | Lucille Opitz          | Deutschland | 40,85 | 40,85  |
| 16    | Anna Rokita            | Österreich  | 41,01 | 41,01  |
| 17    | Katrin Mattscherodt    | Deutschland | 41,28 | 41,28  |

#### 3000 Meter
| Platz | Name                   | Land        | Zeit    | Punkte |
| ----- | ---------------------- | ----------- | ------- | ------ |
| 1     | Martina Sáblíková      | Tschechien  | 4:01,67 | 40,27  |
| 2     | Ireen Wüst             | Niederlande | 4:02,14 | 40,35  |
| 3     | Paulien van Deutekom   | Niederlande | 4:03,40 | 40,56  |
| 4     | Claudia Pechstein      | Deutschland | 4:04,66 | 40,77  |
| 5     | Daniela Anschütz-Thoms | Deutschland | 4:04,71 | 40,78  |
| 6     | Renate Groenewold      | Niederlande | 4:05,14 | 40,85  |
| 7     | Marrit Leenstra        | Niederlande | 4:08,34 | 41,39  |
| 8     | Katarzyna Wójcicka     | Polen       | 4:09,50 | 41,58  |
| 9     | Katrin Mattscherodt    | Deutschland | 4:10,19 | 41,69  |
| 10    | Maren Haugli           | Norwegen    | 4:10,99 | 41,83  |
|       |                        |             |         |        |
| 11    | Lucille Opitz          | Deutschland | 4:12,26 | 42,04  |
| 12    | Anna Rokita            | Österreich  | 4:13,09 | 42,18  |

#### 1500 Meter
| Platz | Name                   | Land        | Zeit    | Punkte |
| ----- | ---------------------- | ----------- | ------- | ------ |
| 1     | Ireen Wüst             | Niederlande | 1:56,88 | 38,96  |
| 2     | Paulien van Deutekom   | Niederlande | 1:57,07 | 39,02  |
| 3     | Marrit Leenstra        | Niederlande | 1:57,24 | 39,08  |
| 4     | Claudia Pechstein      | Deutschland | 1:57,28 | 39,09  |
| 5     | Daniela Anschütz-Thoms | Deutschland | 1:57,91 | 39,30  |
| 6     | Martina Sáblíková      | Tschechien  | 1:58,48 | 39,49  |
| 7     | Katarzyna Wójcicka     | Polen       | 1:59,83 | 39,94  |
| 8     | Katrin Mattscherodt    | Deutschland | 2:00,00 | 40,00  |
| 9     | Galina Lichatschowa    | Russland    | 2:00,15 | 40,05  |
| 10    | Renate Groenewold      | Niederlande | 2:00,27 | 40,09  |
|       |                        |             |         |        |
| 13    | Lucille Opitz          | Deutschland | 2:01,54 | 40,51  |
| 16    | Anna Rokita            | Österreich  | 2:03,31 | 41,10  |

#### 5000 Meter
| Platz | Name                   | Land        | Zeit    | Punkte |
| ----- | ---------------------- | ----------- | ------- | ------ |
| 1     | Martina Sáblíková      | Tschechien  | 6:53,42 | 41,34  |
| 2     | Ireen Wüst             | Niederlande | 6:57,87 | 41,78  |
| 3     | Paulien van Deutekom   | Niederlande | 7:02,40 | 42,24  |
| 4     | Claudia Pechstein      | Deutschland | 7:05,84 | 42,58  |
| 5     | Daniela Anschütz-Thoms | Deutschland | 7:09,68 | 42,96  |
| 6     | Renate Groenewold      | Niederlande | 7:12,60 | 43,26  |
| 7     | Marrit Leenstra        | Niederlande | 7:16,55 | 43,65  |
| 8     | Katrin Mattscherodt    | Deutschland | 7:17,53 | 43,75  |
| 9     | Katarzyna Wójcicka     | Polen       | 7:25,37 | 44,53  |
| 10    | Lucille Opitz          | Deutschland | 7:25,87 | 44,58  |

### Männer

#### Endstand Großer Vierkampf
- Zeigt die zwölf erfolgreichsten Sportler der Mehrkampf-EM (Finalteilnahme über 10.000 Meter)

| Rang | Name                | 500 Meter  | Pkt.  | 5000 Meter       | Pkt.  | 1500 Meter   | Pkt.  | 10.000 Meter  | Pkt.  | Gesamt- punkte |
| ---- | ------------------- | ---------- | ----- | ---------------- | ----- | ------------ | ----- | ------------- | ----- | -------------- |
| 1    | Sven Kramer         | 36,20 (1)  | 36,20 | 6:11,78 (1) (CR) | 37,17 | 1:45,52 (3)  | 35,17 | 13:03,30 (1)  | 39,16 | 147,716 (CR)   |
| 2    | Håvard Bøkko        | 36,32 (4)  | 36,32 | 6:17,45 (2)      | 37,74 | 1:46,12 (4)  | 35,37 | 13:06,42 (2)  | 39,32 | 148,759        |
| 3    | Enrico Fabris       | 36,76 (7)  | 36,76 | 6:17,86 (4)      | 37,78 | 1:45,45 (2)  | 35,15 | 13:14,22 (3)  | 39,71 | 149,407        |
| 4    | Wouter Olde Heuvel  | 36,74 (6)  | 36,74 | 6:17,69 (3)      | 37,76 | 1:46,42 (5)  | 35,47 | 13:17,08 (4)  | 39,85 | 149,836        |
| 5    | Iwan Skobrew        | 36,36 (5)  | 36,36 | 6:24,10 (5)      | 38,41 | 1:47,52 (7)  | 35,84 | 13:38,73 (9)  | 40,93 | 151,546        |
| 6    | Ben Jongejan        | 37,28 (13) | 37,28 | 6:26,08 (6)      | 38,60 | 1:47,11 (6)  | 35,70 | 13:24,76 (6)  | 40,23 | 151,829        |
| 7    | Tobias Schneider    | 37,26 (12) | 37,26 | 6:29,15 (10)     | 38,91 | 1:47,64 (8)  | 35,88 | 13:22,09 (5)  | 40,10 | 152,159        |
| 8    | Ted-Jan Bloemen     | 37,35 (14) | 37,35 | 6:27,81 (9)      | 38,78 | 1:49,56 (15) | 36,52 | 13:26,48 (7)  | 40,32 | 152,975        |
| 9    | Jewgeni Lalenkow    | 36,22 (3)  | 36,22 | 6:36,40 (15)     | 39,64 | 1:45,24 (1)  | 35,08 | 14:02,69 (11) | 42,13 | 153,074        |
| 10   | Sverre Haugli       | 37,95 (20) | 37,95 | 6:27,21 (8)      | 38,72 | 1:48,05 (10) | 36,01 | 13:27,92 (8)  | 40,39 | 153,083        |
| 11   | Henrik Christiansen | 37,60 (17) | 37,60 | 6:26,89 (7)      | 38,68 | 1:48,42 (11) | 36,14 | 13:39,64 (10) | 40,98 | 153,411        |
| 12   | Robert Lehmann      | 36,91 (8)  | 36,91 | 6:32,49 (12)     | 39,24 | 1:48,43 (12) | 36,14 | 14:08,51 (12) | 42,42 | 154,727        |

#### 500 Meter
| Platz | Name                | Land        | Zeit  | Punkte |
| ----- | ------------------- | ----------- | ----- | ------ |
| 1     | Sven Kramer         | Niederlande | 36,20 | 36,20  |
| 2     | Konrad Niedźwiedzki | Polen       | 36,21 | 36,21  |
| 3     | Jewgeni Lalenkow    | Russland    | 36,22 | 36,22  |
| 4     | Håvard Bøkko        | Norwegen    | 36,32 | 36,32  |
| 5     | Iwan Skobrew        | Russland    | 36,36 | 36,36  |
| 6     | Wouter Olde Heuvel  | Niederlande | 36,74 | 36,74  |
| 7     | Enrico Fabris       | Italien     | 36,76 | 36,76  |
| 8     | Robert Lehmann      | Deutschland | 36,91 | 36,91  |
| 9     | Luca Stefani        | Italien     | 37,11 | 37,11  |
| 9     | Joel Eriksson       | Schweden    | 37,11 | 37,11  |
|       |                     |             |       |        |
| 12    | Tobias Schneider    | Deutschland | 37,26 | 37,26  |
| 16    | Christian Pichler   | Österreich  | 37,45 | 37,45  |
| 18    | Marco Weber         | Deutschland | 37,74 | 37,74  |
| 25    | Roger Schneider     | Schweiz     | 38,37 | 38,37  |

#### 5000 Meter
| Platz | Name                | Land        | Zeit         | Punkte |
| ----- | ------------------- | ----------- | ------------ | ------ |
| 1     | Sven Kramer         | Niederlande | 6:11,78 (CR) | 37,17  |
| 2     | Håvard Bøkko        | Norwegen    | 6:17,45      | 37,74  |
| 3     | Wouter Olde Heuvel  | Niederlande | 6:17,69      | 37,76  |
| 4     | Enrico Fabris       | Italien     | 6:17,86      | 37,78  |
| 5     | Iwan Skobrew        | Russland    | 6:24,10      | 38,41  |
| 6     | Ben Jongejan        | Niederlande | 6:26,08      | 38,60  |
| 7     | Henrik Christiansen | Norwegen    | 6:26,89      | 38,68  |
| 8     | Sverre Haugli       | Norwegen    | 6:27,21      | 38,72  |
| 9     | Ted-Jan Bloemen     | Niederlande | 6:27,81      | 38,78  |
| 10    | Tobias Schneider    | Deutschland | 6:29,15      | 38,91  |
| 11    | Marco Weber         | Deutschland | 6:30,43      | 39,04  |
| 12    | Robert Lehmann      | Deutschland | 6:32,49      | 39,24  |
|       |                     |             |              |        |
| 20    | Roger Schneider     | Schweiz     | 6:42,54      | 40,25  |
| 22    | Christian Pichler   | Österreich  | 6:44,91      | 40,49  |

#### 1500 Meter
| Platz | Name                | Land        | Zeit    | Punkte |
| ----- | ------------------- | ----------- | ------- | ------ |
| 1     | Jewgeni Lalenkow    | Russland    | 1:45,24 | 35,08  |
| 2     | Enrico Fabris       | Italien     | 1:45,45 | 35,15  |
| 3     | Sven Kramer         | Niederlande | 1:45,52 | 35,17  |
| 4     | Håvard Bøkko        | Norwegen    | 1:46,12 | 35,37  |
| 5     | Wouter Olde Heuvel  | Niederlande | 1:46,42 | 35,47  |
| 6     | Ben Jongejan        | Niederlande | 1:47,11 | 35,70  |
| 7     | Iwan Skobrew        | Russland    | 1:47,52 | 35,84  |
| 8     | Tobias Schneider    | Deutschland | 1:47,64 | 35,88  |
| 9     | Konrad Niedźwiedzki | Polen       | 1:48,02 | 36,00  |
| 10    | Sverre Haugli       | Norwegen    | 1:48,05 | 36,01  |
|       |                     |             |         |        |
| 12    | Robert Lehmann      | Deutschland | 1:48,43 | 36,14  |
| 13    | Christian Pichler   | Österreich  | 1:49,10 | 36,36  |
| 17    | Marco Weber         | Deutschland | 1:50,28 | 36,76  |
| 25    | Roger Schneider     | Schweiz     | 1:52,45 | 37,48  |

#### 10.000 Meter
| Platz | Name                | Land        | Zeit     | Punkte |
| ----- | ------------------- | ----------- | -------- | ------ |
| 1     | Sven Kramer         | Niederlande | 13:03,30 | 39,16  |
| 2     | Håvard Bøkko        | Norwegen    | 13:06,42 | 39,32  |
| 3     | Enrico Fabris       | Italien     | 13:14,22 | 39,71  |
| 4     | Wouter Olde Heuvel  | Niederlande | 13:17,08 | 39,85  |
| 5     | Tobias Schneider    | Deutschland | 13:22,09 | 40,10  |
| 6     | Ben Jongejan        | Niederlande | 13:24,76 | 40,23  |
| 7     | Ted-Jan Bloemen     | Niederlande | 13:26,48 | 40,32  |
| 8     | Sverre Haugli       | Norwegen    | 13:27,92 | 40,39  |
| 9     | Iwan Skobrew        | Russland    | 13:38,73 | 40,93  |
| 10    | Henrik Christiansen | Norwegen    | 13:39,64 | 40,98  |